# La Orotava
La Orotava é um município da ilha de Tenerife, província de Santa Cruz de Tenerife, comunidade autónoma das Canárias, Espanha. Tem 207,3 km² Tem  km² de área e em 2021 tinha 42 219 habitantes (densidade: 203,7 hab./km²).
O centro histórico de La Orotava foi declarado Conjunto Histórico-Artístico em 1976 e está incluída no Inventário do Património Cultural Europeu de Protecção e Monumental. Também digno de nota é que grande parte do Parque Nacional do Teide (a Património Mundial em 2007) está localizado dentro do município. La Orotava é também a cidade mais alta de Espanha e mais íngreme, o município vem do nível do mar até aos 3 718 metros do Teide, o pico mais alto da Espanha.
| Limites do município de La Orotava |                                                                       |                      |
| La Guancha e San Juan de la Rambla | Oceano Atlântico, Icod de los Vinos, Puerto de la Cruz e Los Realejos | Arafo e Santa Úrsula |
| Guía de Isora e Santiago del Teide |                                                                       | Fasnia e Güímar      |
| Adeje                              | Granadilla de Abona e Vilaflor de Chasna                              | Arico                |

## Demografia
| Variação demográfica do município entre 1991 e 2004[carece de fontes?] | Variação demográfica do município entre 1991 e 2004[carece de fontes?] | Variação demográfica do município entre 1991 e 2004[carece de fontes?] | Variação demográfica do município entre 1991 e 2004[carece de fontes?] |
| ---------------------------------------------------------------------- | ---------------------------------------------------------------------- | ---------------------------------------------------------------------- | ---------------------------------------------------------------------- |
| 1991                                                                   | 1996                                                                   | 2001                                                                   | 2004                                                                   |
| 35142                                                                  | 35642                                                                  | 37738                                                                  | 39909                                                                  |